# Serie B-C Alta Italia 1945/1946
Soutěžní ročník Serie B-C Alta Italia 1945/1946 byl prvním turnajem druhé nejvyšší italské fotbalové ligy konané po 2. světové válce. Konal se od 14. října 1945 do 9. června 1946. Soutěž skončila vítězstvím Alessandrie, která se po devíti letech vrátila do nejvyšší ligy. 

## Události
Po válce byla téměř celá Itálie vybombardována a tak se Italská fotbalová federace rozhodla že všechny soutěže budou reorganizovány podle polohy měst. Druhá liga se hrála s 36 kluby, které byli rozděleny do tří skupin. Z každé skupiny postoupili první dva do finálové skupiny, kterou vyhrála Alessandria a zajistila si postup do Serie A.

## Skupina A

### Účastníci
| Klub              | Město             | Stadion                    | Trenér                                  | Minulá sezona                            |
| ----------------- | ----------------- | -------------------------- | --------------------------------------- | ---------------------------------------- |
| Alessandria       | Alessandria       | Stadio Giuseppe Moccagatta | Mario Sperone                           | 12. místo v Serii B                      |
| Ausonia La Spezia | La Spezia         | Stadio Alberto Picco       | Giuseppe Rossetti                       | 5. místo ve skupině F v Serii C          |
| Biellese          | Biella            | Stadio Lamarmora           | ?                                       | 4. místo ve finálové skupině A v Serii C |
| Casale            | Casale Monferrato | Stadio Natale Palli        | Egidio Chiecchi                         | 4. místo ve skupině E v Serii C          |
| Cuneo             | Cuneo             | Stadio Fratelli Paschiero  | ?                                       | 3. místo ve skupině E v Serii C          |
| Novara            | Novara            | Stadio di via Alcarotti    | Ferrero                                 | 16. místo v Serii B                      |
| Piacenza          | Piacenza          | Barriera Genova            | Sandro Puppo (1.–3. kolo) Renato Bodini | 7. místo ve skupině G v Serii C          |
| Pro Vercelli      | Vercelli          | Stadio Leonida Robbiano    | Luigi Bajardi                           | 2. místo ve skupině E v Serii C          |
| Savona            | Savona            | Campo Pol. di corso Ricci  | Virgilio Felice Levratto                | 17. místo v Serii B                      |
| Sestrese          | Sestri Ponente    | Campo Sportivo di Borzoli  | Pietro Pastorino                        | 3. místo ve skupině F v Serii C          |
| Vigevano          | Vigevano          | Stadio Dante Merlo         | Nereo Marini                            | 2. místo ve skupině D v Serii C          |
| Vogherese         | Voghera           | Stadio Giovanni Parisi     | ?                                       | 7. místo ve skupině D v Serii C          |

### Tabulka
| Poř. | Tým               | Z  | V  | R | P  | VG | OG | B  |
| ---- | ----------------- | -- | -- | - | -- | -- | -- | -- |
| 1.   | Alessandria       | 22 | 13 | 4 | 5  | 42 | 19 | 30 |
| 2.   | Vigevano          | 22 | 12 | 6 | 4  | 26 | 13 | 30 |
| 3.   | Pro Vercelli      | 22 | 11 | 5 | 6  | 32 | 23 | 27 |
| 4.   | Piacenza          | 22 | 12 | 2 | 8  | 44 | 36 | 26 |
| 5.   | Novara            | 22 | 9  | 6 | 7  | 23 | 15 | 24 |
| 6.   | Casale            | 22 | 10 | 4 | 8  | 35 | 27 | 24 |
| 7.   | Biellese          | 22 | 8  | 5 | 9  | 31 | 28 | 21 |
| 8.   | Vogherese         | 22 | 7  | 7 | 8  | 31 | 33 | 21 |
| 9.   | Sestrese          | 22 | 8  | 4 | 10 | 30 | 40 | 20 |
| 10.  | Savona            | 22 | 6  | 5 | 11 | 28 | 39 | 17 |
| 11.  | Ausonia La Spezia | 22 | 3  | 6 | 13 | 14 | 38 | 12 |
| 12.  | Cuneo             | 22 | 4  | 4 | 14 | 18 | 43 | 12 |

Poznámky
- Z = Odehrané zápasy; V = Vítězství; R = Remízy; P = Prohry; VG = Vstřelené góly; OG = Obdržené góly; B = Body
- za výhru 2 body, za remízu 1 bod, za prohru 0 bodů.
- při rovnosti bodů se rozhodovalo skóre.

|  | Postup do finálové skupiny |
|  | Sestup do Serie C          |

## Skupina B

### Účastníci
| Klub        | Město              | Stadion                     | Trenér                                  | Minulá sezona                            |
| ----------- | ------------------ | --------------------------- | --------------------------------------- | ---------------------------------------- |
| Como        | Como               | Stadio Giuseppe Sinigaglia  | Giovanni Battista Rebuffo               | 2. místo ve skupině C v Serii C          |
| Crema       | Crema              | Stadio Giuseppe Voltini     | Guido Dossena                           | 3. místo ve skupině C v Serii C          |
| Cremonese   | Cremona            | Stadio Giovanni Zini        | József Bánás                            | 7. místo Serii B                         |
| Fanfulla    | Lodi               | Stadio Dossenina            | Federico Munerati                       | 8. místo Serii B                         |
| Gallaratese | Gallarate          | Stadio Alessandro Maino     | ?                                       | 4. místo ve skupině D v Serii C          |
| Lecco       | Lecco              | Stadio di via Cantarelli    | Oreste Barale                           | 4. místo ve finálové skupině B v Serii C |
| Legnano     | Legnano            | Stadio di via Pisacane      | Attilio Demaría                         | 3. místo ve skupině D v Serii C          |
| Mantova     | Mantova            | Stadio J.R. Nation          | Guido Bosio (1. –?. kolo) Eligio Vecchi | 3. místo ve skupině B v Serii C          |
| Pro Patria  | Busto Arsizio      | Stadio Comunale             | Carlo Rigotti                           | 4. místo v Serii B                       |
| Pro Sesto   | Sesto San Giovanni | Stadio Ernesto Breda        | Remo Cossio                             | 5. místo ve skupině C v Serii C          |
| Seregno     | Seregno            | Stadio Ferruccio Trabattoni | ?                                       | 6. místo ve skupině C v Serii C          |
| Trento      | Trento             | Stadio Briamasco            | ?                                       | 5. místo ve skupině B v Serii C          |

### Tabulka
| Poř. | Tým         | Z  | V  | R | P  | VG | OG | B  |
| ---- | ----------- | -- | -- | - | -- | -- | -- | -- |
| 1.   | Cremonese   | 22 | 12 | 9 | 1  | 39 | 11 | 33 |
| 2.   | Pro Patria  | 22 | 10 | 8 | 4  | 34 | 21 | 28 |
| 3.   | Lecco       | 22 | 9  | 9 | 4  | 28 | 18 | 27 |
| 4.   | Legnano     | 22 | 9  | 8 | 5  | 36 | 28 | 26 |
| 5.   | Como        | 22 | 9  | 6 | 7  | 31 | 22 | 24 |
| 6.   | Crema       | 22 | 8  | 7 | 7  | 32 | 25 | 23 |
| 7.   | Fanfulla    | 22 | 8  | 5 | 9  | 28 | 37 | 21 |
| 8.   | Pro Sesto   | 22 | 6  | 7 | 9  | 20 | 21 | 19 |
| 9.   | Seregno     | 22 | 8  | 2 | 12 | 23 | 33 | 18 |
| 10.  | Gallaratese | 22 | 6  | 5 | 11 | 18 | 29 | 16 |
| 11.  | Mantova     | 22 | 6  | 4 | 12 | 22 | 42 | 16 |
| 12.  | Trento      | 22 | 4  | 5 | 13 | 17 | 41 | 13 |

Poznámky
- Z = Odehrané zápasy; V = Vítězství; R = Remízy; P = Prohry; VG = Vstřelené góly; OG = Obdržené góly; B = Body
- za výhru 2 body, za remízu 1 bod, za prohru 0 bodů.
- při rovnosti bodů se rozhodovalo skóre.

|  | Postup do finálové skupiny |
|  | Sestup do Serie C          |

## Skupina C

### Účastníci
| Klub           | Město          | Stadion                      | Trenér                                                                           | Minulá sezona                            |
| -------------- | -------------- | ---------------------------- | -------------------------------------------------------------------------------- | ---------------------------------------- |
| Cesena         | Cesena         | Ippodromo del Savio          | Mario Gianni (1. –?. kolo) Marcello Pellarin                                     | 5. místo ve skupině H v Serii C          |
| Forti e Liberi | Forlì          | Stadio Tullo Morgagni        | Aldo Neri (1. –?. kolo) Garavelli                                                | 5. místo ve finálové skupině A v Serii C |
| Padova         | Padova         | Stadio Silvio Appiani        | Mariano Tansini (1. –15. kolo) Bruno Dentelli (16. –4. fin. kolo) Mario Varglien | 10. místo Serii B                        |
| Panigale       | Borgo Panigale | Stadio Sterlino              | ?                                                                                | 2. místo ve skupině G v Serii C          |
| Parma          | Parma          | Stadio Ennio Tardini         | Giuseppe Carlo Ferrari                                                           | 6. místo ve skupině B v Serii C          |
| Pro Gorizia    | Gorizia        | Stadio Baiamonti             | ?                                                                                | 1. místo ve finálové skupině B v Serii C |
| Reggiana       | Reggio Emilia  | Stadio Mirabello             | Felice Romano                                                                    | 3. místo ve skupině G v Serii C          |
| SPAL           | Ferrara        | Stadio Comunale              | József Viola                                                                     | 2. místo ve skupině B v Serii C          |
| Suzzara        | Suzzara        | C.S. Comunale                | ?                                                                                | 4. místo ve skupině B v Serii C          |
| Treviso        | Treviso        | Stadio Omobono Tenni         | Antonio Bisigato                                                                 | 2. místo ve skupině A v Serii C          |
| Udinese        | Udine          | Campo Sportivo Moretti       | ?                                                                                | 15. místo v Serii B                      |
| Verona         | Verona         | Stadio Marcantonio Bentegodi | Guido Bosio                                                                      | 2. místo ve finálové skupině B v Serii C |

### Tabulka
| Poř. | Tým            | Z  | V  | R  | P  | VG | OG | B  |
| ---- | -------------- | -- | -- | -- | -- | -- | -- | -- |
| 1.   | Padova         | 22 | 11 | 7  | 4  | 35 | 18 | 29 |
| 2.   | Reggiana       | 22 | 11 | 7  | 4  | 32 | 19 | 29 |
| 3.   | Parma          | 22 | 12 | 4  | 6  | 36 | 20 | 28 |
| 4.   | Verona         | 22 | 11 | 6  | 5  | 34 | 22 | 28 |
| 5.   | Suzzara        | 22 | 11 | 4  | 7  | 25 | 18 | 26 |
| 6.   | Treviso        | 22 | 9  | 5  | 8  | 30 | 28 | 23 |
| 7.   | Pro Gorizia    | 22 | 7  | 8  | 7  | 26 | 24 | 22 |
| 8.   | Cesena         | 22 | 5  | 10 | 7  | 29 | 24 | 20 |
| 9.   | SPAL           | 22 | 6  | 8  | 8  | 29 | 28 | 20 |
| 10.  | Udinese        | 22 | 6  | 6  | 10 | 21 | 32 | 18 |
| 11.  | Forti e Liberi | 22 | 4  | 5  | 13 | 21 | 48 | 13 |
| 12.  | Panigale       | 22 | 2  | 4  | 16 | 19 | 56 | 8  |

Poznámky
- Z = Odehrané zápasy; V = Vítězství; R = Remízy; P = Prohry; VG = Vstřelené góly; OG = Obdržené góly; B = Body
- za výhru 2 body, za remízu 1 bod, za prohru 0 bodů.
- při rovnosti bodů se rozhodovalo skóre.

|  | Postup do finálové skupiny |
|  | Sestup do Serie C          |

## Finálová skupina

### Tabulka
| Poř. | Tým         | Z  | V | R | P | VG | OG | B  |
| ---- | ----------- | -- | - | - | - | -- | -- | -- |
| 1.   | Alessandria | 10 | 7 | 1 | 2 | 21 | 6  | 15 |
| 2.   | Pro Patria  | 10 | 4 | 3 | 3 | 10 | 6  | 11 |
| 3.   | Vigevano    | 10 | 4 | 2 | 4 | 11 | 11 | 10 |
| 4.   | Reggiana    | 10 | 4 | 1 | 5 | 8  | 13 | 9  |
| 5.   | Cremonese   | 10 | 3 | 2 | 5 | 7  | 12 | 8  |
| 6.   | Padova      | 10 | 3 | 1 | 6 | 10 | 19 | 7  |

Poznámky
- Z = Odehrané zápasy; V = Vítězství; R = Remízy; P = Prohry; VG = Vstřelené góly; OG = Obdržené góly; B = Body
- za výhru 2 body, za remízu 1 bod, za prohru 0 bodů.
- při rovnosti bodů se rozhodovalo skóre.

|  | Postup do Serie A |